# Breaking Benjamin EP
Breaking Benjamin EP è il primo EP pubblicato dalla band statunitense Breaking Benjamin prima di firmare il contratto con la Hollywood Records. L'EP è stato pubblicato nella loro città natale di Wilkes-Barre. Dopo la sua uscita sono state vendute circa 2000 copie.

## Pubblicazione
L'EP venne registrato alla Saturation acres a Danville, Pennsylvania.
Il disco presenta già le influenze relative al genere post grunge che caratterizzeranno sempre la band. La sua vendita è di circa 2000 copie e il loro primo singolo Polyamorous diviene uno dei brani più ascoltati delle radio locali.  L'EP contiene versioni dei brani che sono stati nuovamente registrati nel loro primo album Saturate.
Successivamente l'uscita dell'album, i Breaking Benjamin firmarono il loro contratto con la Hollywood Records.

## Tracce
1. Home – 3:38
2. Medicate – 3:46
3. Polyamorous – 2:57
4. Water – 4:13
5. Shallow Bay – 4:06

## Formazione
- Ben Burnley - voce e chitarra
- Aaron Fink - chitarra
- Mark James Klepaski - basso
- Jeremy Hummel - batteria